# Softlab
Die Softlab Group war ein deutsches IT-Beratungs- und Dienstleistungsunternehmen.
Die Softlab Group (der Name ist ein aus den Begriffen Software und Labor gebildetes Akronym) wurde 1971 in München von Klaus Neugebauer, Gerhard Heldmann und Peter Schnupp gegründet. Von 1992 bis zum 30. September 2008 war BMW Alleingesellschafterin. Mit Wirkung vom 1. Oktober 2008 hat die BMW AG 74,9 % der Anteile an NTT Data veräußert.
Der Hauptsitz des Unternehmens war in München-Zamdorf. Darüber hinaus verfügte die Softlab Group über weitere Niederlassungen in Ettlingen, Frankfurt, Köln, Hannover und Hamburg sowie Wien, Bern, Zürich, Birmingham, London und Atlanta.
Die Softlab Group erzielte im Jahr 2006 mit etwa 1700 Mitarbeitern einen Umsatz von 266 Mio. Euro.
Zur Softlab Group gehörten bis 31. Dezember 2007 folgende Einzelgesellschaften:
- Softlab GmbH
- entory AG
- axentiv AG
- Nexolab GmbH

sowie weitere Tochterunternehmen. Im Januar 2008 wurden die Unternehmen der Softlab Group zur Cirquent GmbH verschmolzen. Cirquent wurde ab dem 1. April 2012 mit seinen europäischen Schwesterunternehmen Keane, Intelligroup und Value Team unter der Marke NTT DATA schrittweise zusammengeführt. Lediglich die Silverstroke GmbH (bis 2009: Silverstroke AG), die im Jahr 2008 den RFID Award des VDEB Verband IT-Mittelstand e. V. gewinnen konnte, blieb bis 2012 als eigenständige Tochtergesellschaft erhalten, bevor ein Teil integriert und ein Teil an die TAGnology RFID GmbH verkauft wurde.